# Kovači (Kaštelir-Labinci)
Pour les articles homonymes, voir Kovači.
Kovači (en italien : Covaz) est une localité de Croatie située en Istrie, dans la municipalité de Kaštelir-Labinci, dans le comitat d'Istrie. En 2001, la localité comptait 55 habitants.

## Démographie
| 1948 | 1953 | 1961 | 1971 | 1981 | 1991 | 2001 |
| ---- | ---- | ---- | ---- | ---- | ---- | ---- |
| 73   | 69   | 61   | 48   | 55   | 63   | 55   |